# آتش‌سوزی بزرگ هامبورگ

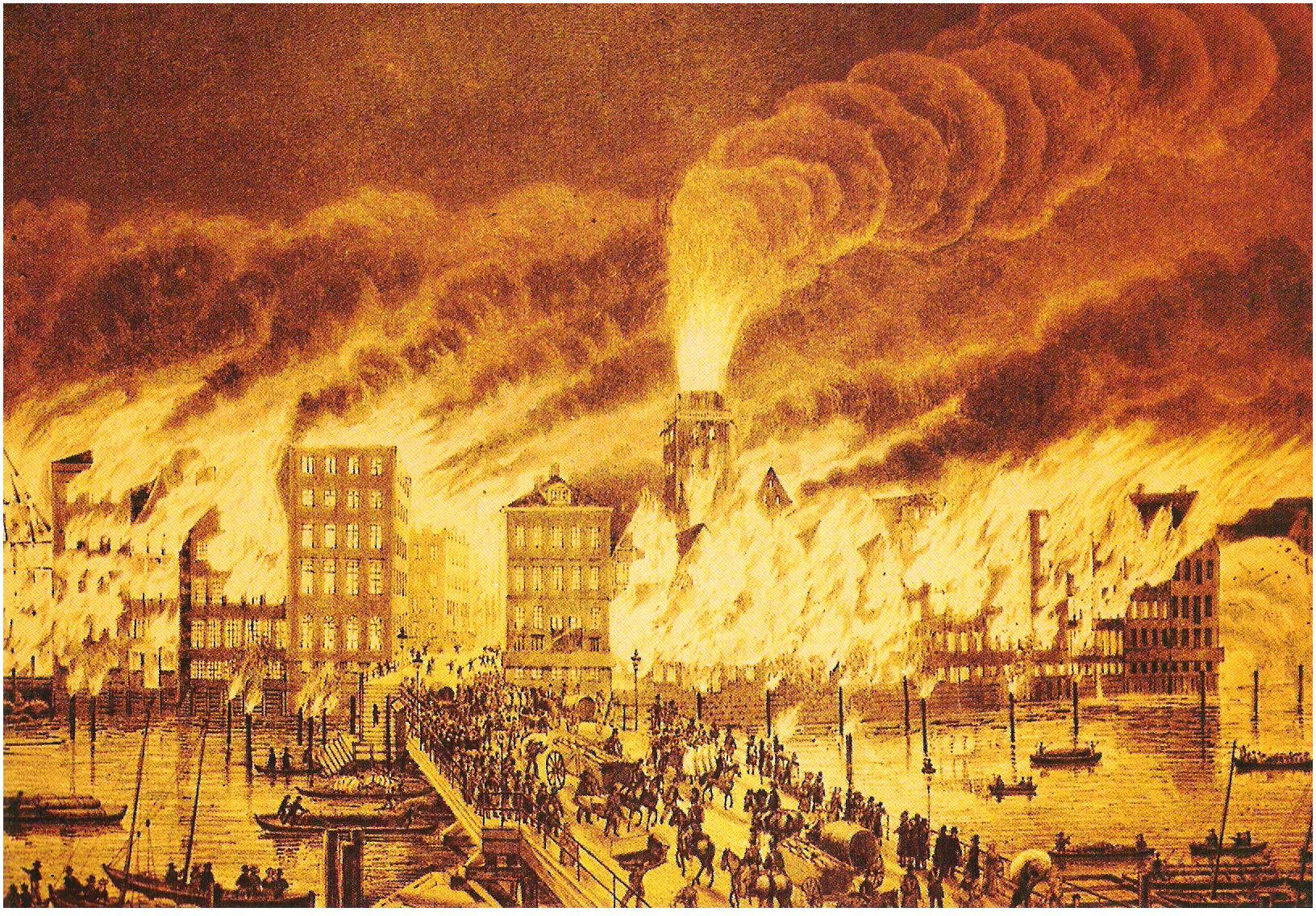
آتش‌سوزی بزرگ، نقاشی ۱۸۴۲ توسط پیتر زوهر

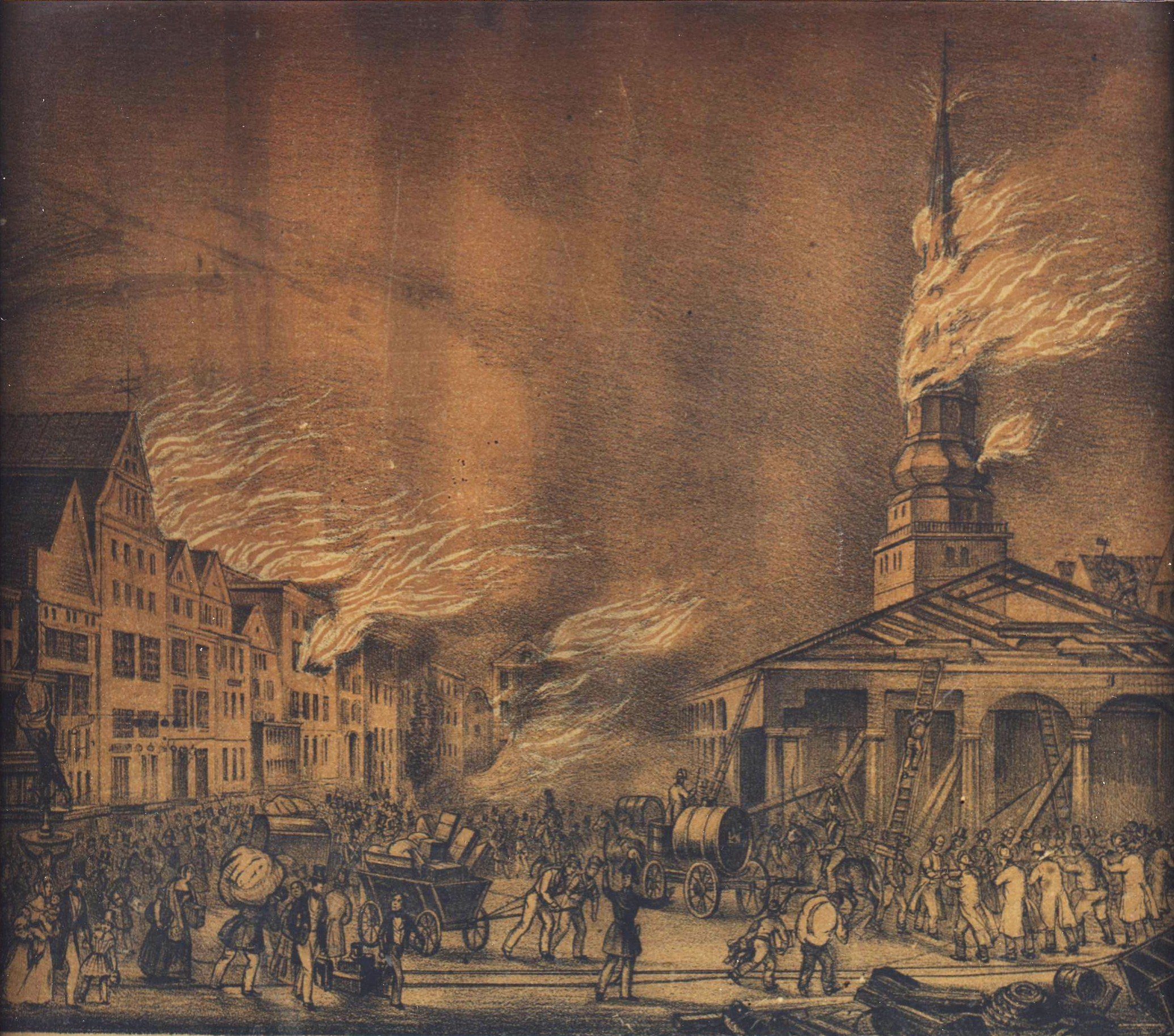
کلیسای سنت نیکولاس در آتش

آتش‌سوزی بزرگ هامبورگ در اوایل ۵ مه ۱۸۴۲ در خیابان دایش آغاز شد و تا صبح روز ۸ مه می‌سوخت و حدود یک سوم از ساختمان‌های آلتشتات را ویران کرد. این حادثه باعث مرگ ۵۱ نفر شد و ۱۷۰۰ خانهٔ مسکونی و چندین ساختمان عمومی مهم را ویران کرد و باعث شد تا بخش عمده‌ای از شهر و زیرساخت‌های آن بازسازی شود. تقاضای زیاد برای بیمه‌شدن، منجر به تأسیس بیمهٔ اتکایی شد.

## آتش‌سوزی

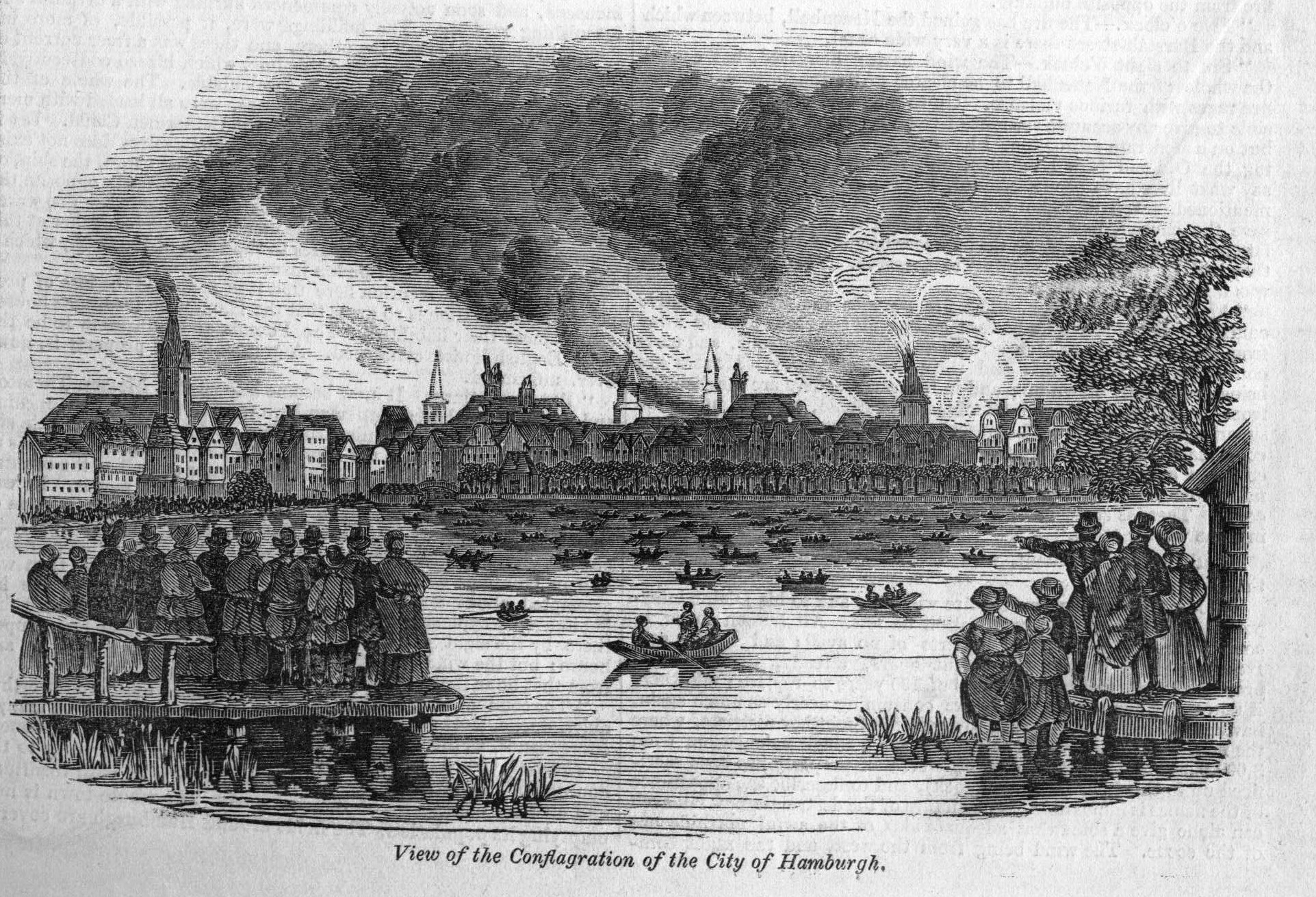
«نمای آتش‌سوزی شهر هامبورگ»، اخبار مصور لندن، هفتهٔ منتهی به ۱۱ مه ۱۸۴۲

آتش‌سوزی در کارخانهٔ سیگار برگ ادوارد کوهن در پلاک ۴۲ یا ۴۴ خیابان دایش در اوایل صبح روز ۵ مه ۱۸۴۲ آغاز شد. یکی از همسایه‌ها ساعت ۱ بعد از نیمه‌شب به نگهبان شب هشدار داد. آتش به سرعت به ساختمان شمارهٔ ۲۵، در آن طرف خیابان گسترش یافت. هوا به‌طور غیرعادی خشک بود و وزش باد شدید و متغیر بود. هامبورگ دارای دیده‌بان‌های آتش‌سوزی بر روی برج‌های کلیسا، معروف به تورمر بود، علاوه بر نگهبانان شب که بوق‌هایی برای گزارش آتش‌سوزی به صدا درمی‌آوردند، و کدی که ناقوس‌های کلیسا مکان و شدت آتش‌سوزی را گزارش می‌کردند. تیم‌های داوطلب از آتش‌نشانان برای کسب حق بیمه با اولین رسیدن به آتش به رقابت پرداختند. شهر متراکم بود با خانه‌های چوبی و نیمه‌چوبی، که معمولاً بلند و باریک بودند و شکل زمین‌های ساختمانی را منعکس می‌کردند، و بازرگانان مشاغل خود را خارج از خانه‌های خود اداره می‌کردند، به‌طوری که بسیاری شامل انبارهایی بودند که حاوی مواد قابل اشتعال مانند لاستیک و شلاک بودند. تأمین آب برای اطفای حریق، از رودخانهٔ البه و کانال‌ها، ناکارآمد بود: آبِ کم، پمپاژ را دشوار می‌کرد و شیلنگ‌های چرمی روی نردبان‌ها نمی‌لغزید، به طوری که آب نمی‌توانست به بالای سطح زمین پمپاژ شود. تا سپیده‌دم قسمت زیادی از آلتشتات در آتش سوخت.
با ادامهٔ آتش‌سوزی، ساختمان‌های فروریخته مانع استفادهٔ قایق‌های آتش‌نشانی از کانال‌ها شدند و هیچ سیستمی برای هماهنگی آتش‌نشانان از محله‌های مختلف وجود نداشت. آتش‌نشانانِ خارج از شهر، دورتر از لوبک و کیل، به این تلاش پیوستند. برخی از ساختمان‌ها در تلاش برای ایجاد آتش‌شکن منفجر شدند، از جمله ساختمان قدیمی تالار شهر، که در سال ۱۲۹۰ ساخته شده بود. روز ۵ می، جشن معراج بود. چند ساعت پس از مراسم جشن ظهر، علی‌رغم تلاش‌های فراوان، برج کلیسای سنت نیکولاس فرو ریخت و کلیسا در آتش سوخت. در میانهٔ آتش‌سوزی، در شهر غارت گسترده وجود داشت. شبه‌نظامیان در اطفای حریق کمک می‌کردند تا اینکه به جای آن مجبور به مبارزه با غارت شدند. حدود نیمی از جمعیت، حدود ۷۰٫۰۰۰ نفر، از شهر فرار کردند.
پس از سه شبانه‌روز، به لطف تغییر جهت باد و آنچه از دیوارهای سابق شهر باقی مانده بود، سرانجام در ساعت ۷ صبح روز ۸ ماه مه، آتش خاموش شد. امروزه آخرین مکانی که آتش در آن اطفا شد با نام خیابان Brandsende، به‌معنای «انتهای آتش»، در نزدیکی ایستگاه اصلی راه‌آهن مشخص شده است. ۵۱ نفر از جمله ۲۲ نفر از آتش‌نشانان در این آتش‌سوزی جان باختند و تقریباً یک سوم شهر از جمله ۱۷۰۰ ساختمان مسکونی حاوی بیش از ۴۰۰۰ خانه، بیش از ۱۰۰ انبار، هفت کلیسا، دو کنیسه، شصت مدرسه و ساختمان‌های عمومی از جمله بانک و تالار شهر ویران شدند. تقریباً ۲۰٫۰۰۰ نفر از جمله چهار سناتور بی خانمان ماندند.